# Inscrição de Sanxevilde Sioni
A inscrição de Sanxevilde Sioni (em georgiano: სამშვილდის სიონის წარწერა) é uma inscrição em língua georgiana escrita em asomtavruli na Igreja de Sanxevilde Sioni, uma basílica arruinada situada no municípiode Tetricaro, na Baixa Ibéria, na Geórgia. De início era de 30 metros de largura, mas apenas 10 metros sobreviveram. Ela cita os eristavis georgianos Aspacures (Varaz-Bakur) e João (Iovane) e dois imperadores bizantinos, Constantino V Coprônimo (r. 741–775) e Leão IV, o Cazar (r. 775–780).

## Inscrição
| “ | ႨႧႠ ႩႠႺႧႫႭႷႳႠႰႤ ႱႠႷႭႴႤႪႨ ႤႱႤ ႧႤႱႠႥႨႧ ႮႲႾႸႨ ႼႪႠ Ⴉ ႫႤႡႠ ႩႭႱႲႠႬႲႨႬႤჂႱႠ ႣႠႨႣႥႠ ႱႠႻႨႰႩႥႤႪႨ ჄႤႪႨႧႠ Ⴋ ႠႸႤႬႤႡႠჂ ႥႦႡႩႰ ႸႤႨႱႳႤႬႠ ႣႠ ႫႨႱႠ ႳႩႳႠႬ ႨႭႥႠႬႤ ႨႱႼႰႠႴႣႨႱ ႠႤႱႰႳႪ Ⴈ ႱႰႳႪႨႠႣ ႠႶႸႤႬႤႡႠჂ ႼႣ Ⴀ ႱႲႭႥႠႧႠ ႣႠ ႼႪႠ Ⴂ ႪႤႭႬ ႫႤႴႠ ႣႶႤႱႠ ႤႬႩႤႬႨႠႱႠ ႷႭ ႱႠႲႴႳႰႤႡႠჂ Ⴅ ႣႶႤ ႣႨႣႨႧႠ ႩႰႤႡႨႧႠ ႢႠႬႸႳ | ” |

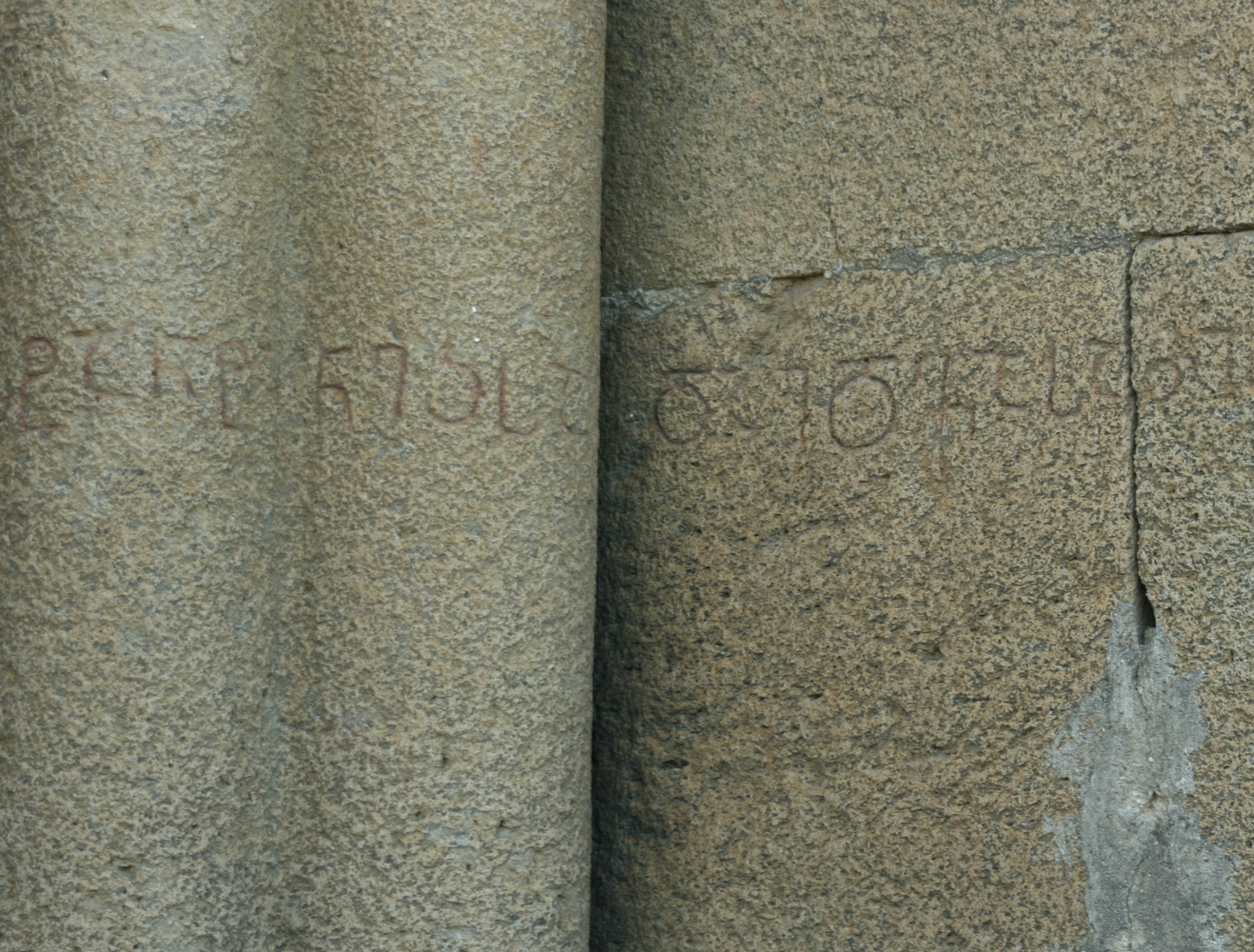

- Tradução: "Jesus Cristo, construída pela misericórdia de Cristo e amor à humanidade, para louvar a Santa Teótoco, ó Cristo tenha misericórdia dos parentes do vitaxa (pitiakshi). [Foi] no ano do reinado do rei Constantino que se estabeleceu o terreno [para edificá-la], e ela foi construída. Aspacures (Varaz-Bakur) descansou aqui e está por trás disso e João (Iovane) aguardou por ela. E ela foi construída. Foi inteiramente construída, essa Santa Igreja, e no ano do reinado do rei Leão, no dias de setembro, três dias de congregação [ocorreram] lá, e para seu adorno."

## Datação
Vários estudiosos datam variadamente a inscrição devido a seu dano. Sargis Kakabadze data-a em 778, Giorgi Chubinashvili no século VIII, Ekvtime Takaishvili em 958, e Marie-Félicité Brosset data-a em 1313.